# 帕略萨
帕略萨是巴西圣卡塔琳娜州的一个市镇。总面积394.662平方公里，总人口122471人，人口密度310.3人/平方公里。